# ピエトロ・クリニート

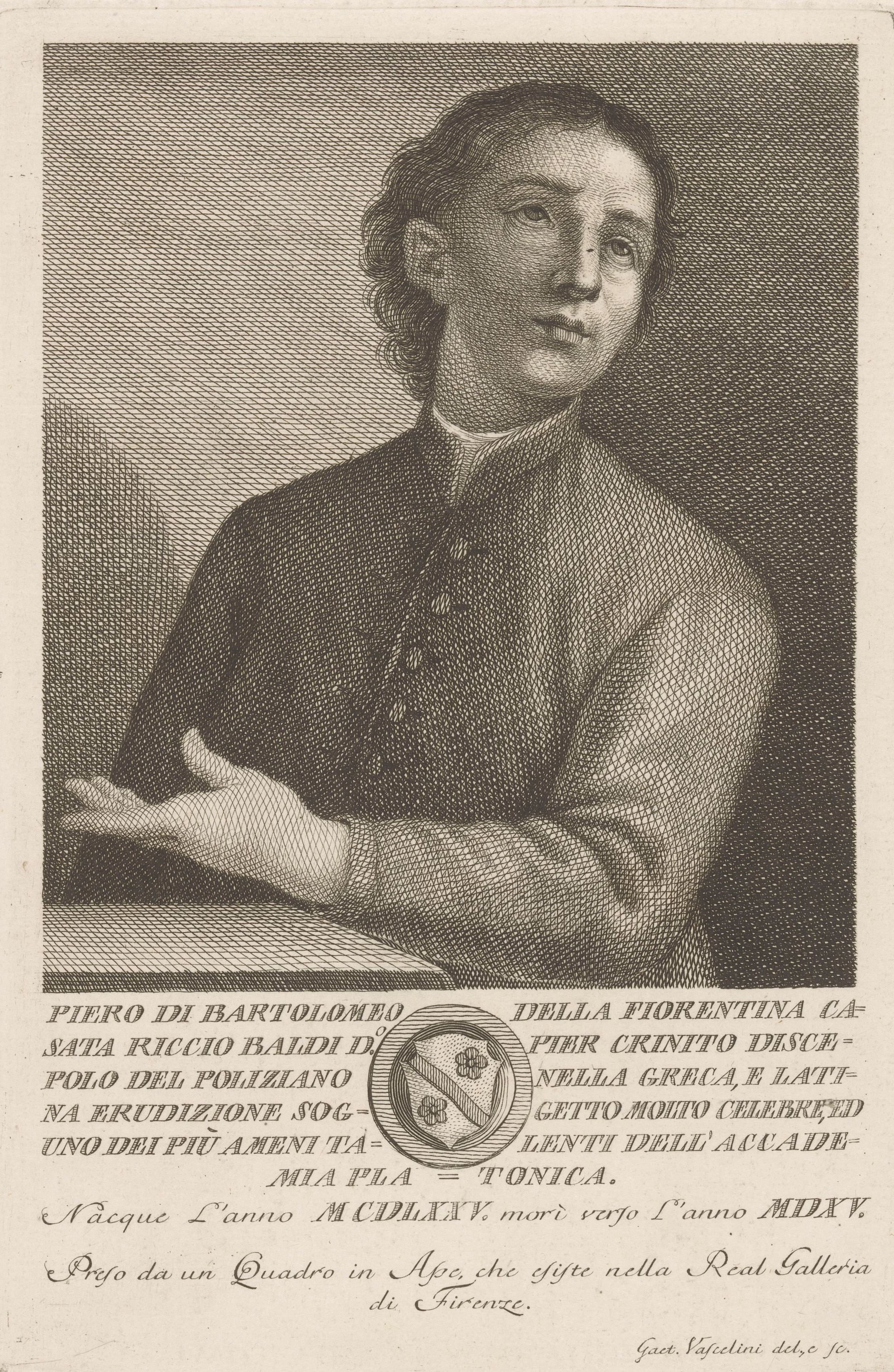
ピエトロ・クリニート

ピエトロ・クリニート（Pietro Crinito, 1465年 - 1507年）は、イタリア・ルネサンス期の人文主義者、詩人。ラテン語式にペトルス・クリニトゥス (Petrus Crinitus) と表記されることもあるが、本名はピエトロ・リッチョ (Pietro Riccio) である（Crinitusは「髪」を意味する筆名）。
イタリア・フィレンツェに生まれ、アンジェロ・ポリツィアーノに師事し、ピコ・デラ・ミランドラたちとも交流を持った。自身の詩作などのほか、『ラテン詩人たちの生涯』と題する評伝なども著しているが、これについては正確さの面などから必ずしも芳しい評価を得られていない。
彼は、教え子たちと遊んでいた際に、その一人が戯れで投げた水入りの瓶が頭に当たって絶命したという。

## 著書
- De honesta disciplina（栄えある学識について）、1504年刊行
この著書は、初版がフィレンツェで出された後、フランスやスイスで多くの版を重ねた。
パリ、1510年
バーゼル、1532年
リヨン、1543年; 1555年; 1561年
ジュネーヴ、1598年
- De poetis latinis（ラテン語詩について）、1505年刊行